# Jurgen van den Goorbergh
Jurgen van den Goorbergh, född 29 december 1969 i Breda, är en nederländsk roadracingförare. Han var aktiv världsmästerskapens Grand Prix-klasser 1991 till 2002 samt 2005. Åren 2003 till 2005 körde han också VM i Supersport.